# Жә
Жə – dwuznak cyrylicy wykorzystywany w zapisie języka abchaskiego. Oznacza dźwięk [ʒʷ], czyli uwargowioną spółgłoskę szczelinową zadziąsłową dźwięczną.

## Kodowanie
| Forma     | Wygląd | Części składowe | Części składowe |
| --------- | ------ | --------------- | --------------- |
| majuskuła | Жә     | U+0416 Ж        | U+04D9 ә        |
| minuskuła | жә     | U+0436 ж        | U+04D9 ә        |